# Гуска (Ђаковица)
Гуска (алб. Guskë) је насељено место у општини Ђаковица, на Косову и Метохији. Према попису становништва из 2011. у насељу је живело 136 становника.

## Становништво
Према попису из 2011. године, Гуска има следећи етнички састав становништва:
| Националност | 2011.        |
| Албанци      | 136 (100,0%) |
| Укупно       | 136          |

| Демографија | Демографија | Демографија |
| Година      | Становника  | Становника  |
| ----------- | ----------- | ----------- |
| 1948.       | 97          |             |
| 1953.       | 104         |             |
| 1961.       | 141         |             |
| 1971.       | 201         |             |
| 1981.       | 242         |             |
| 1991.       | 254         |             |
| 2011.       | 136         |             |